# NGC 4418
NGC 4418 est une galaxie spirale intermédiaire située dans la constellation de la Vierge. NGC 4418 a été découverte par l'astronome germano-britannique William Herschel en 1786. Cette galaxie a aussi été observée par l'astronome américain David Peck Todd le 5 février 1878 et elle a été inscrite au catalogue NGC sous la désignation NGC 4355.

## Caractéristiques

### Distance
Sa vitesse par rapport au fond diffus cosmologique est de 2 473 ± 25 km/s, ce qui correspond à une distance de Hubble de 36,5 ± 2,6 Mpc (∼119 millions d'al).
À ce jour, trois mesures non basées sur le décalage vers le rouge (redshift) donnent une distance de 22,967 ± 1,137 Mpc (∼74,9 millions d'al), ce qui est à l'extérieur des valeurs de la distance de Hubble. Notons cependant que c'est avec la valeur moyenne des mesures indépendantes, lorsqu'elles existent, que la base de données NASA/IPAC calcule le diamètre d'une galaxie et qu'en conséquence le diamètre de NGC 4418 pourrait être d'environ 16,3 kpc (∼53 200 al) si on utilisait la distance de Hubble pour le calculer.

### Luminosité dans l'infrarouge
NGC 4418 est une galaxie lumineuse dans l'infrarouge (LIRG) et elle présente une large raie HI. La luminosité de la galaxie NGC 4418 dans l'infrarouge lointain (de 40 à 400 µm)  est égale à 1,00 × 1011 {\displaystyle L_{\odot }} (1011,00{\displaystyle L_{\odot }}) et sa luminosité totale dans l'infrarouge (de 8 à 1 000 µm) est de 1,20 × 1011 {\displaystyle L_{\odot }} (1011,08{\displaystyle L_{\odot }}).

### Galaxie de Seyfert
NGC 4418 est aussi une galaxie active de type Seyfert 2.